# Edmund of Woodstock, 1. Earl of Kent

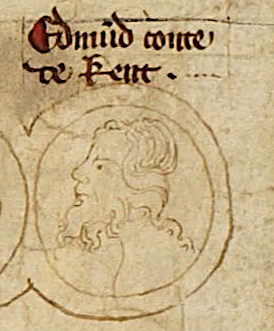
Edmund of Woodstock. Darstellung aus dem 14. Jahrhundert

Edmund of Woodstock, 1. Earl of Kent (* 5. August 1301 im Woodstock Palace; † (hingerichtet) 19. März 1330 in Winchester) war ein englischer Magnat.

## Herkunft und Ausstattung mit eigenem Landbesitz
Edmund of Woodstock entstammte der englischen Herrscherfamilie Plantagenet. Er war der jüngste Sohn von König Eduard I. aus dessen zweiter Ehe mit Margarete von Frankreich. Damit war er ein jüngerer Halbbruder des späteren Königs Eduard II. und ein jüngerer Bruder von Thomas of Brotherton, 1. Earl of Norfolk. Edmund erhielt seinen Beinamen nach seinem Geburtsort, dem Woodstock Palace bei Oxford.
Wie bei den Kindern aus der ersten Ehe von Eduard I. ist auch über die Kindheit von Edmund und seinen Geschwistern wenig bekannt.
Der alte König versuchte noch, die Zukunft seines jüngsten Sohnes zu sichern, indem er 1306 zusagte, ihn innerhalb von zwei Jahren mit Ländereien mit jährlichen Einkünften von 7000 Mark zu versorgen. Kurz vor seinem Tod im Juli 1307 sagte Eduard I. seinem Sohn noch Landbesitz im Wert von weiteren 1000 Mark zu, doch er bestimmte nicht mehr, welche Ländereien Edmund erhalten solle. Eduard I. hatte offensichtlich vorgehabt, entweder Edmund oder seinen Bruder Thomas zum Earl of Cornwall zu erheben. Da er dies aber bis zu seinem Tod im Juli 1307 nicht umsetzte, vergab sein Nachfolger Eduard II. diesen Titel mit umfangreichen Ländereien an seinen Günstling Piers Gaveston. Um seinen jüngsten Bruder zu versorgen, stattete Eduard II. schließlich 1315 mit mehreren Gütern aus. Im November 1319 übergab er ihm eine großzügige Schenkung mit jährlichen Einkünften von 2000 Mark.

## Diplomatische und politische Unterstützung von Eduard II.
Der König betraute seinen offiziell noch minderjährigen Halbbruder zunehmend mit politischen Aufgaben. Gegen den König hatte sich mehrfach eine Adelsopposition gebildet, doch Edmund erwies sich als zuverlässiger Unterstützer des Königs. Mit Zustimmung des Königs bezeugte Edmund im August 1318 den Vertrag von Leake, der den König mit dem Earl of Lancaster aussöhnen sollte. Im Frühjahr 1320 war er der Führer einer Gesandtschaft, der auch noch Hugh le Despenser der Ältere und Bartholomew de Badlesmere angehörten. Die Gesandtschaft reiste zunächst an den französischen Königshof und dann zu Beratungen mit Papst Johannes XXII. nach Avignon. Dort sollte sie das päpstliche Einverständnis für die Erhebung von Henry Burghersh, einem Neffen von Badlesmere, zum Bischof von Lincoln einholen. Zusätzlich sollten sie den Papst dazu bewegen, den englischen König von seinem Eid auf die Einhaltung der Ordinances, den Auflagen der Adelsopposition zu entbinden. Auf der Rückreise traf die Gesandtschaft den englischen König im französischen Amiens, wo er dem französischen König Philipp V. für seine südwestfranzösischen Besitzungen gehuldigt hatte. Zurück in England, wurde Edmund im Oktober 1320 erstmals in ein Parlament berufen.

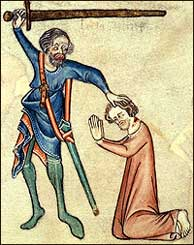
Die Hinrichtung des Earl of Lancaster. Darstellung aus dem 15. Jahrhundert

## Rolle im Bürgerkrieg
Seit 1318 hatten Hugh le Despenser der Ältere und sein gleichnamiger Sohn Hugh als führende Höflinge erheblichen Einfluss auf den König gewonnen. Der Hass zahlreicher Adliger auf die Despensers entlud sich im Frühjahr 1321 im Despenser War, einer gewalttätigen Rebellion der Marcher Lords. Die Barone plünderten die Besitzungen der Despensers in Südwales und marschierten anschließend mit ihren Truppen nach London, wo ein Parlament, dem auch Edmund angehörte, den König zur Verbannung der Despensers zwang. Selbst Bartholomew de Badlesmere, der Steward of the Household, hatte sich der Rebellion angeschlossen. Daraufhin entließ der König Badlesmere aus seinen Ämtern und ernannte stattdessen am 16. Juni 1321 Edmund zum Verwalter von Kent, zum Kommandanten von Dover Castle und zum Warden of the Cinque Ports. Am 26. Juli erhob der König dazu Edmund zum Earl of Kent und übergab ihm mit diesem Titel weitere Rechte. Damit wollte Eduard II. die Stellung seines früheren Vertrauten Badlesmere in Kent, wo dieser den Mittelpunkt seiner Besitzungen hatte, schwächen. Zusätzlich ernannte der König am 26. September Edmund anstelle von Badlesmere zum Verwalter von Tonbridge Castle in Kent. Den Rebellen war es inzwischen nicht gelungen, ihren Erfolg auszubauen, so dass der König im Oktober begann, die Rebellion militärisch niederzuschlagen. Er forderte Edmund auf, in seinen Besitzungen für den Feldzug Truppen aufzustellen. Ab Ende 1321 nahm Edmund selbst am Feldzug des Königs gegen die Rebellen in die Welsh Marches teil. Nachdem dort die Rebellion niedergeschlagen worden war, wandte sich der König Anfang 1322 gegen den Earl of Lancaster. Zusammen mit anderen Magnaten riet Edmund am 11. März dem König, Lancaster und die verbliebenen Rebellen zu Verrätern zu erklären und gegen sie mit aller Macht vorzugehen. Der König beauftragte nun Edmund zusammen mit dem Earl of Surrey Pontefract Castle, einen der Hauptsitze Lancasters zu besetzen. Nach der Schlacht bei Boroughbridge am 17. März 1322 geriet Lancaster in Gefangenschaft und wurde zunächst nach York und dann nach Pontefract gebracht. Edmund gehört dort dem aus sieben Magnaten bestehenden Tribunal an, das am 22. März Lancaster zum Tod verurteilte. Ende 1322 konnte der Rebell Maurice de Berkeley, der in Wallingford Castle eingekerkert war, mit Hilfe von Freunden seine Bewacher überwältigen. Zusammen mit seinen Unterstützern verschanzte er sich in der Burg. Daraufhin sandte der König im Januar 1323 Edmund und den älteren Despenser nach Wallingford, um die Burg zurückzuerobern. Sie besetzten nicht nur Wallingford Castle, sondern auch Berkeley Castle, wo sie unter Missachtung des Kirchenasyls auch die Verteidiger, die sich in die Burgkapelle geflüchtet hatten, gefangen nahmen.

Wappen von Edmund of Woodstock, 1. Earl of Kent

Für seine Treue zum König wurde Edmund reich belohnt. Ende März 1322 übergab ihm Eduard II. umfangreiche Besitzungen in Wales, die von dem Rebellen Roger Mortimer of Wigmore beschlagnahmt worden waren. Dazu wurde er zum Sheriff von Rutland ernannt. Im Juli 1322 übergab ihm der König die Verwaltung von Oakham Castle. 1323 beauftragte ihn der König, die Anhänger des Rebellen Robert le Ewer zu verhaften und zu bestrafen. Im September 1323 erhielt Edmund die Erlaubnis des Königs, in Northampton ein Turnier zu veranstalten.

## Dienst in Schottland und Frankreich
Nach seinem Sieg über seine innenpolitischen Gegner wandte sich Eduard II. dem Krieg mit Schottland zu. Edmund gehörte zu den Kommandanten der englischen Armee, die ab August 1322 nach Schottland vorstieß, doch die Armee wurde am 14. Oktober in der Schlacht bei Byland von den Schotten geschlagen und zerstreut. Edmund flüchtete im Gefolge des Königs nach York. Aus Furcht vor einer neuen schottischen Invasion befahl der König Edmund und anderen Magnaten, so viele Soldaten wie möglich aufzustellen und sie im Dezember nach York zu führen. Im Februar 1323 ernannte der König Edmund zu seinem Statthalter in Schottland sowie anstelle des Verrats beschuldigten Andrew Harclay zum Statthalter in den Scottish Marches. Anfang März 1323 gehörte er zu den Richtern, die Harclay zum Tod verurteilten. Als Statthalter stellte Edmund nun Truppen in Cumberland, Westmorland und Lancashire für den Krieg gegen Schottland auf, doch am 30. Mai nahm er an der Ratsversammlung teil, bei der der König Verhandlungen mit Schottland zustimmte. Schließlich schloss der König noch im gleichen Jahr mit Schottland einen auf dreizehn Jahre befristeten Waffenstillstand.
Ende 1323 begann um die den englischen Königen gehörende südwestfranzösische Gascogne ein Konflikt mit Frankreich. Nachdem erste Vermittlungsversuche gescheitert waren, schickte Eduard II. im April 1324 mit seinem Bruder Edmund und Alexander Bicknor, Erzbischof von Dublin eine hochrangige Delegation zu Verhandlungen nach Paris. Die Verhandlungen blieben jedoch ergebnislos, worauf die Franzosen die Gascogne für beschlagnahmt erklärten. Daraufhin ernannte Eduard II. am 20. Juli 1324 den nach England zurückgekehrten Edmund zum Lieutenant der Gascogne, um sie im Krieg gegen Frankreich zu verteidigen. Der unerfahrene Edmund machte sich im Agenais durch seine Forderungen an die einheimische Bevölkerung rasch unbeliebt, und in der Folge wurde die Region im August rasch von Karl von Valois für Frankreich erobert. Edmund flüchtete nach La Réole, wo die Franzosen ihn einschlossen und belagerten. In aussichtsloser Lage musste er am 22. September einem sechsmonatigen Waffenstillstand zustimmen, der den Franzosen den Besitz ihrer eroberten Gebiete zugestand. Danach blieb Edmund weiter in der Gascogne. Im April 1325 befahl er, in der Gascogne ein Heer zur Unterstützung der englischen Truppen aufzustellen, die unter dem Kommando des Earl Warenne von England zur Verstärkung in die Gascogne geschickt wurden.

## Rolle während des Sturzes von Eduard II.
Um den Krieg mit Frankreich zu beenden, stimmte Eduard II. Friedensverhandlungen zu. Da er aber aus Furcht, dass während seiner Abwesenheit seine Gegner seine Herrschaft stürzen würden, England nicht verlassen wollte, schickte er im März 1325 Königin Isabelle zu Verhandlungen nach Frankreich. Isabelle, die eine Schwester des französischen Königs Karl IV. war, konnte rasch einen neuen Waffenstillstand aushandeln. In diesem akzeptierten die Franzosen, dass anstelle des Königs der Thronfolger Eduard dem französischen König für die Gascogne huldigte. Dieser leistete am 24. September die verlangte Hommage. Danach weigerten sich jedoch sowohl Isabelle wie auch der Thronfolger Eduard, angesichts des Einflusses der Despensers am Königshof nach England zurückzukehren. Auch Edmund kehrte nicht nach England zurück und unterstützte die Königin, die zusammen mit dem aus der Haft entkommenen Rebellen Roger Mortimer planten, den König und die Despensers zu stürzen. Eduard II. befahl Edmund, nach England zurückzukehren. Als Edmund diesen Befehl nicht befolgte, erklärte der König im März 1326 seine Besitzungen für beschlagnahmt und enthob ihn seiner Ämter. Edmund begleitete nun die Königin in die Grafschaft Hennegau, wo der Thronfolger mit Philippa, einer Tochter von Graf Wilhelm verlobt wurde. Der Graf stellte den Verschwörern eine kleine Söldnerstreitmacht zur Verfügung, mit denen Mortimer, die Königin und Edmund im September 1326 in England landeten. Sie erhielten rasch Unterstützung durch Edmunds Bruder Thomas of Brotherton und durch Henry of Lancaster, einen Bruder des 1322 hingerichteten Earl of Lancaster. Die Herrschaft von Eduard II. brach rasch zusammen. Sowohl Edmund wie auch sein Bruder Thomas nahmen am 26. Oktober an der Ratsversammlung in Bristol teil, bei dem der Thronfolger zum Reichsverweser bestimmt wurde. Beide Brüder gehörten auch dem Tribunal an, das den älteren Despenser zum Tod verurteilte. Im November gehörten sie auch zu den Richtern, die den jüngeren Despenser zum Tod verurteilten. Edmund nahm an dem ersten Parlament teil, das die neue Regierung einberufen hatte. Er wurde Mitglied des von Henry of Lancaster geleiteten Regentschaftsrats und nahm am 1. Februar 1327 an der Krönung des Thronfolgers Eduard teil.
Als Dank für seine Unterstützung erhielt Edmund Besitzungen, die zuvor den beiden Despensers und dem ebenfalls hingerichteten Earl of Arundel gehört hatten. 1328 erhielt er weitere Besitzungen der Despensers, und auf seinem Wunsch erhielten auch Gefolgsleute von ihm Landbesitz zugesprochen. Edmund war nun häufig am Königshof, wo er zahlreiche Urkunden bezeugte. 1327 wurde er zu einem der Kommandanten der Armee ernannt, die einen erfolglosen Feldzug nach Schottland führte. Nachdem der abgesetzte Eduard II. im September 1327 wahrscheinlich ermordet worden war, nahm Edmund an der Beisetzung seines Halbbruders in der Kathedrale von Gloucester teil.

## Rolle während der Herrschaft von Isabelle und Mortimer
Schon bald wurde jedoch klar, dass Edmund in der Regierung keine größere Rolle spielte. Die eigentliche Macht war schon rasch auf Roger Mortimer übergegangen, der von seiner Geliebten, Königin Isabelle unterstützt wurde. Wie sein Bruder Thomas blieb er im Juli 1327 einer Ratsversammlung in York fern. Am 6. Juni war er noch zu einem der Kommandanten des Heers ernannt worden, das zur Abwehr eines schottischen Überfalls auf Nordengland aufgestellt wurde, doch spätestens am 30. Juni hatte Henry of Lancaster das alleinige Kommando übernommen. Edward nahm zwar an dem erfolglosen Feldzug teil, hatte dabei aber keine größere Bedeutung. Im Herbst 1328 verbündete er sich mit seinem Bruder Thomas, mit Henry of Lancaster und mit seinem Schwager Thomas Wake, um die Macht von Mortimer zu begrenzen. Anfang Dezember 1328 trafen sie sich mit anderen oppositionellen Baronen und Prälaten in London. Das Ziel dieses Bündnisses war eine Reform der Regierung, doch Edmund unterstützte die Opposition nur halbherzig. Der Konflikt drohte Anfang Januar 1329, sich zu einem offenen Bürgerkrieg auszuweiten, doch als Lancaster in Bedford erklärte, dass sie keine Wahl hätten, als gegen die Truppen des Königs zu kämpfen, wechselten Edmund und sein Bruder Thomas die Seiten. Ohne ihre Unterstützung war Lancaster militärisch weit unterlegen, womit seine Revolte zusammenbrach. Er wurde politisch entmachtet, womit die Macht nun ganz bei Mortimer und Isabelle lag. Auch Edmund hatte nun trotz seines Seitenwechsels fast vollständig seinen Einfluss in der Regierung verloren. Er bezeugte zwar noch regelmäßig, aber eher selten königliche Urkunden, weil er am Königshof nur noch ungern gesehen wurde. 1329 reiste er im Auftrag der Regierung wieder in die Gascogne und an den Papsthof nach Avignon. Nach seiner Rückkehr nach England begleiten er und sein Bruder Thomas im Februar 1330 Philippa of Hainault auf ihrem Weg von London zur Krönung nach Westminster Abbey. Danach bezeugte Edmund keine königlichen Urkunden mehr.

## Sturz und Tod
Edmund war inzwischen überzeugt, dass sein Bruder Eduard II. noch am Leben sei, aber von Mortimer gefangen gehalten werde. Wie er dies erfahren haben will, ist ungeklärt, doch er schloss sich einer Verschwörergruppe an, die den gestürzten König befreien und wieder auf den Thron setzen wollte. Der Gruppe gehörten mehrere Geistliche, aber auch ehemalige Anhänger der Despensers an. Die Gruppe war aber schlecht organisiert und schon bald wurde die Verschwörung verraten. Während des Parlaments vom März 1330 wurde Edmund als Verräter angeklagt und zum Tod verurteilt. Sein Schwager Thomas Wake wurde ebenfalls angeklagt, konnte aber rechtzeitig aus England flüchten. Edmund sollte am 19. März außerhalb von Winchester Castle hingerichtet werden. Es fand sich jedoch kein Henker, der Edmund als Königssohn und bedeutenden Magnaten hinrichten wollte. Nachdem er den ganzen Tag unter entwürdigenden Umständen gewartet hatte, fand Mortimer am Abend schließlich einen gewöhnlichen Kriminellen, der Edmund enthauptete und dafür selbst nicht hingerichtet wurde. Edmunds Leichnam wurde zunächst in der Franziskanerkirche in Winchester beigesetzt, doch nach dem Sturz Mortimers 1331 nach Westminster Abbey überführt.

## Nachkommen und Erbe
Edmund hatte Ende 1325 Margaret, die Witwe von John Comyn († 1314) und Tochter von John Wake, 1. Baron Wake of Liddell geheiratet. Mit ihr hatte er zwei Söhne und eine Tochter:
- Edmund, 2. Earl of Kent (um 1327–1331)
- Joan of Kent (1328–1385)

1. ⚭ William Montagu, 1. Earl of Salisbury
2. ⚭ Thomas Holland, 1. Earl of Kent
3. ⚭ 1361 Edward, Prince of Wales

- John, 3. Earl of Kent (1330–1352) ⚭ Elisabeth, Tochter von Herzog Wilhelm I. von Jülich

Nach Edmunds Verurteilung und Hinrichtung wurde auch seine Witwe verhaftet. Seine Güter wurden beschlagnahmt und an Günstlinge von Mortimer verteilt. Im Oktober 1330 wurde jedoch Mortimer durch einen Staatsstreich des jungen Eduard III. gestürzt. Als er vor dem Parlament angeklagt wurde, wurde aufgedeckt, dass Edmund ein Opfer einer Intrige von Mortimers und seiner Verbündeten geworden war. Sie hätten Edmunds Vermutung, dass Eduard II. noch am Leben sei, aktiv unterstützt, so dass Edmund tatsächlich glaubte, sein Bruder sei nicht ermordet worden. Im selben Parlament wurde Edmund von Eduard III. offiziell begnadigt, so dass Edmunds gleichnamiger Sohn seine Güter erbte. Der jüngere Edmund starb jedoch bereits ein Jahr später, worauf sein jüngerer Bruder John Erbe der Besitzungen und des Titels Earl of Kent wurde. Nach dessen kinderlosen Tod fiel der Titel zunächst an Thomas Holland, Earl of Kent, dem Ehemann von Edmunds Tochter Joan. Nach dessen Tod fiel der Titel an ihren zweiten Ehemann, Edward of Woodstock, den Schwarzen Prinzen.
Edmund war bereits unter seinen Zeitgenossen umstritten. Während der Chronist Henry Blaneford ihn als großen Mann bezeichnete, kritisierten andere Chronisten seine unstete politische Haltung, die letztlich erfolglos war. Sein Haushalt war dafür berüchtigt, dass er Lebensmittel und andere Güter ohne entsprechende Bezahlung aus dem Umland requirierte. Dies und seine politische Erfolglosigkeit führten dazu, dass Edmunds früher Tod nur von wenigen betrauert wurde.